# Bonnac-la-Côte
Bonnac-la-Côte (tiếng Occitan: Bonac) là một xã của tỉnh Haute-Vienne, thuộc vùng Nouvelle-Aquitaine, miền trung nước Pháp.